# Gesetz zur Neugliederung des Kreises Wiedenbrück und von Teilen des Kreises Bielefeld
Das Gesetz zur Neugliederung des Kreises Wiedenbrück und von Teilen des Kreises Bielefeld wurde am 4. Dezember 1969 verkündet und gliederte die Gemeinden und das Kreisgebiet des Kreises Wiedenbrück neu, ebenso den südwestlichen Teil des Kreises Bielefeld und weitere angrenzende Gebiete der Kreise Beckum und Paderborn.
Vor Inkrafttreten des Gesetzes gab es im Kreis Wiedenbrück 27 Gemeinden, darunter vier Städte. Vier Gemeinden waren amtsfrei, die übrigen Gemeinden wurden von fünf Ämtern verwaltet. Im Kreis Bielefeld wurden durch das Gesetz das Amt Brackwede aufgelöst und die dazugehörigen Gemeinden neu gegliedert. Die Neuwahl der Gemeinderäte und Kreistage fand im Frühjahr 1970 statt.
Durch das Bielefeld-Gesetz gingen die Gemeinden des Kreises Wiedenbrück sowie die neue Gemeinde Schloß Holte-Stukenbrock im neuen Kreis Gütersloh auf. Das übrige Gebiet des Kreises Bielefeld wurde dagegen zum größten Teil nach Bielefeld eingemeindet.

## Kurzbeschreibung

### I. Abschnitt Gebietsänderungen

#### § 1 Gemeinde Herzebrock-Clarholz
Aus den Gemeinden Clarholz und Herzebrock des Amtes Herzebrock wird, unter Eingliederung des Ortsteils Möhler der Gemeinde Kirchspiel Oelde (Kreis Beckum) und einem Flurstück der Stadt Gütersloh, eine neue Gemeinde Herzebrock (ab 1985 Herzebrock-Clarholz) gebildet. Sie ist Rechtsnachfolgerin des Amtes Herzebrock.

#### § 2 Stadt Gütersloh
Das Stadtgebiet von Gütersloh wird stark vergrößert, nämlich um die Gemeinden Avenwedde, Friedrichsdorf und Spexard des Amtes Avenwedde und die Gemeinden Ebbesloh, Hollen, Isselhorst und Niehorst des Amtes Brackwede, letztere verlassen damit den Kreis Bielefeld. Außerdem werden Gebiete der Gemeinden Herzebrock, Nordrheda-Ems (Wapelbad und Umgebung aus dem Rhedaer Forst), Ummeln, Varensell und Verl eingegliedert. Durch die Eingliederung aller Gemeinden des Amtes Avenwedde wird das Amt aufgelöst, die Stadt Gütersloh ist Rechtsnachfolgerin.

#### § 3 Gemeinde Verl
Die Gemeinden Bornholte und Oesterwiehe, der Hauptteil der Gemeinde Sende sowie Verl werden zu einer neuen Gemeinde Verl vereinigt. Sie ist Rechtsnachfolgerin des Amtes Verl, der die ehemaligen Gemeinden angehörtem. Hinzu kommen Gebiete der Gemeinden Schloß Holte und Varensell. Seit 2010 führt Verl das Stadtrecht.

#### § 4 Stadt Rheda-Wiedenbrück
Die Kreisstadt Wiedenbrück und die benachbarte Stadt Rheda vereinigen sich zur neuen Stadt Rheda-Wiedenbrück. Zu dieser kommen die amtsfreie, bisher von Rheda mitverwaltete Gemeinde Nordrheda-Ems, die Gemeinden Batenhorst, Lintel und St. Vit des bisher von Wiedenbrück aus verwalteten Amtes Reckenberg sowie Gebiete der Gemeinden Bokel und Herzebrock. Die neue Stadt Rheda-Wiedenbrück ist Rechtsnachfolgerin des aufgelösten Amtes Reckenberg.

#### § 5 Stadt Rietberg
Auch das Amt Rietberg wird aufgelöst. Es wird eine neue Stadt Rietberg aus allen Gemeinden des bisherigen Amtes gebildet. Dies sind neben der bisherigen Stadt Rietberg noch Bokel, Druffel, Mastholte, Moese, Neuenkirchen, Varensell und Westerwiehe. Hinzu kommen Gebiete der Gemeinden Langenberg und Osterwiehe.

#### § 6 Gemeinde Langenberg
Die Gemeinde Langenberg verlässt das Amt Reckenberg, die Gemeinde Benteler das Amt Liesborn-Wadersloh im Kreis Beckum. Beide Gemeinden werden, zusammen mit Gebieten der Gemeinden Batenhorst, Bokel und Mastholte, zur neuen Gemeinde Langenberg zusammen, sie gehört dem Kreis Wiedenbrück an.

#### § 7 Gemeinde Schloß Holte-Stukenbrock
Aus der Gemeinde Schloß Holte des Amtes Verl im Kreis Wiedenbrück und der Gemeinde Stukenbrock des Amtes Schloß Neuhaus im Kreis Paderborn wird die neue Gemeinde Schloß Holte-Stukenbrock gebildet, zu dieser kommt noch ein Teil der Gemeinde Sende. Die neue Gemeinde wird dem Kreis Bielefeld zugeordnet.

#### § 8 Stadt Sennestadt
Jenes Gebiet der Gemeinde Sende, welches weder nach Verl noch nach Schloß Holte-Stukenbrock eingemeindet wurde, wird in die Sennestadt eingegliedert. Dazu gehört vor allem die Arbeitersiedlung Wilhelmsdorf.

#### § 9 Stadt Oelde
Die Gemeinde Lette verlässt sowohl das Amt Herzebrock als auch den Kreis Wiedenbrück, sie wird – gemäß dem Ergebnis einer vorangegangenen Abstimmung der Bürger von Lette – in die Stadt Oelde im Kreis Beckum eingemeindet, ebenso ein Gebietsteil der Gemeinde Clarholz.
Dies ist nicht die einzige Vergrößerung des Oelder Stadtgebiets: Durch das Gesetz zur Neugliederung des Landkreises Soest und von Teilen des Landkreises Beckum wird auch der größte Teil des Kirchspiels Oelde eingegliedert. Das Amt Oelde hat aber bis 1974 Bestand, das Münster/Hamm-Gesetz regelt die Eingliederung der Stadt Stromberg und die Auflösung des Amtes Oelde.

#### § 10 Stadt Brackwede
In die Stadt Brackwede werden die ebenfalls zum Amt Brackwede angehörigen Gemeinden Holtkamp, Quelle und Ummeln eingemeindet. Auch erhält die Stadt Brackwede einen Gebietsteil der Gemeinde Isselhorst. Das Amt Brackwede wird aufgelöst, die Rechtsnachfolge machen die Städte Brackwede und Sennestadt unter sich aus, im Allgemeinen ist es jedoch die Sennestadt.

### II. Abschnitt Schlussvorschriften

#### § 11 Gebietsänderungsverträge und Bestimmungen
Die Gebietsänderungsverträge zwischen den Gemeinden sowie die Bestimmungen der Oberkreisdirektoren, des Regierungspräsidenten von Detmold beziehungsweise des Innenministers des Landes Nordrhein-Westfalen werden mit einer Reihe von Maßgaben bestätigt.

#### § 12 Personalvertretungen
In den Gemeinden Herzebrock und Rietberg bilden die Personalvertretungen der bisherigen Ämter vorübergehend die Personalvertretungen der neuen Gemeinden. In den anderen neuen Gemeinden setzen sich die Personalversammlungen aus Vertretern der aufgelösten Gemeinden sowie der aufgelösten Ämter zusammen. Die Personalversammlung in Gütersloh wird um die Personalversammlung des Amtes Avenwedde erweitert, Neuwahlen finden aber erst nach Aufnahme aller Bediensteter statt.

#### § 13 Zuordnung zu den Amtsgerichten
Die neue Gemeinde Schloß-Holte Stukenbrock wird dem Amtsgericht Bielefeld unterstellt, Verl dem Amtsgericht Gütersloh und Herzebrock, Langenberg sowie Rheda-Wiedenbrück dem Amtsgericht Wiedenbrück, welches in Amtsgericht Rheda-Wiedenbrück umbenannt wird. Mit Ablauf des Jahres 1970 wird das Amtsgericht Rietberg aufgehoben, die Gemeinde Rietberg wird ebenfalls dem Bezirk des Amtsgerichts Rheda-Wiedenbrück zugeordnet.

#### § 14 Amtsvertretung Schloß Neuhaus
Die Amtsvertretung des Amtes Schloß Neuhaus wird neu gebildet, jetzt aber ohne die Gemeinde abgegangene Gemeinde Stukenbrock.

#### § 15 Neuwahlen zur Landschaftsversammlung
Im Anschluss an die Neuwahlen zu den Gemeinderäten und Kreistagen müssen dort die Vertreter für die Landschaftsversammlung Westfalen-Lippe neu gewählt werden. Gewählt werden können alle Ratsmitglieder sowie Beamten in den betroffenen Gebietskörperschaften.

#### § 16 Inkrafttreten
Die Paragrafen 14 und 15 treten am Tag nach der Verkündung, das Gesetz im Übrigen am 1. Januar 1970 in Kraft.